# توفیق کنعان
توفیق کنعان (۲۴ سپتامبر ۱۸۸۲ – ۱۵ ژانویه ۱۹۶۴) پزشک فلسطینی، پژوهشگر پزشکی، فعال سیاسی و از پیشگامان حوزۀ فرهنگ عامه فلسطین است.

## زندگی
وی در زمان امپراتوری عثمانی در بیت جالا در یک خانواده ثروتمند مسیحی به دنیا آمد. پدرش نخستین کشیش کلیسای عربی لوتری بود. همسر توفیق کنعان اصالتا آلمانی بود و مارگوت ایلندر نام داشت.

## تحصیلات
وی تحصیلات ابتدایی را در بیت‌ جالا گذراند و برای دوران راهنمایی، به مدرسه‌ی اسشنلر آلمانی‌ها در قدس رفت، سپس برای تحصیل پزشکی در دانشگاه آمریکایی عازم بیروت شد. وی به زبان‌های فرانسوی، انگلیسی، آلمانی، ترکی و عربی مسلط بود که برای او امکان گسترش دانش نظری و نوشتن مقالاتش در نشریات فرانسوی، آلمانی و انگلیسی را فراهم کرد.

## آثار

#### فرهنگ عامه و قومیت‌نگاری
کشاورزی در فلسطین. (به آلمانی). ۱۹۰۹.
شیاطین به‌عنوان یک عامل سبب‌شناسانه در طب عامه. (به انگلیسی). ۱۹۱۲.
تقویم دهقانان فلسطینی. (به آلمانی). ۱۹۱۳.
خرافات و طب عامه. (به انگلیسی). ۱۹۱۴.
چشمه‌های متروکه و شیاطین آب در فلسطین. (به انگلیسی). ۱۹۲۱.
مسیر کاروان‌های بیزانسی در صحرای نقب. (به انگلیسی). ۱۹۲۲.
پیالهٔ وحشت (طاسة الرجفة). (به عربی). 1923.
مقدسات و مقامات محمدی در فلسطین. (به انگلیسی). ۱۹۲۷.
گیاه‌خواری (انسان) در خرافات فلسطینی. (به انگلیسی). ۱۹۲۸.
باور به شیاطین در سرزمین‌مقدس. (به آلمانی). ۱۹۲۸.
مطالعاتی دربارهٔ فرهنگ عامه و توپوگرافی پترا. (به انگلیسی). ۱۹۲۹.
روشنایی و تاریکی در فرهنگ عامهٔ فلسطین. (به انگلیسی). ۱۹۳۱.
قوانین نانوشته‌ی مؤثر بر زنان عرب فلسطین (به انگلیسی). ۱۹۳۳.
خانهٔ عربی فلسطین: معماری و فرهنگ عامه. قدس: چاپ دارالایتام سوری. ۱۹۳۳.
کاسه‌های جادویی فلسطین. ژورنال مطالعات جامعهٔ شرقی فلسطین. ۱۹۳۶.
مروری بر آثار دالمان دربارهٔ آداب و رسوم فلسطین. (به آلمانی). ۱۹۳۴.

#### سیاست
آرمان عربی فلسطین. (به انگلیسی). ۱۹۲۶.
درگیری در سرزمین صلح. (منتشرشده به زبان‌های عربی، انگلیسی و فرانسوی). ۱۹۳۶

#### پزشکی
درمان مدرن. (به انگلیسی). ۱۹۱۱.
مننژیت مایع نخاعی در قدس. (به انگلیسی). ۱۹۱۱.

## افتخارات
- صلیب آهنین در 1914[۳]
- نشان افتخار شایستگی جمهوری فدرال آلمان (1951)[۳]